# Polar Circle Marathon
Polar Circle Marathon (Maratonløbet ved polarcirklen) er et klassisk 42,195 km maratonløb. Dog med det noget utraditionelle forhold, at det foregår på 66° nordlig bredde – også kendt som polarcirklen. Derfor er temperaturerne relativt lave (om sommeren omkring -5°), og der er mulighed for både midnatssol og nordlys. 

## Ruten
Maratonruten løber bl.a. over den 3 km tykke indlandsis og gennem enestående grønlandske landskaber med store gletsjere, tundra og morænelandskab. På vej gennem de usædvanlige grønlandske ørkenområder kan man støde på moskusokser eller rensdyr.
På grund af kulden og den spejlglatte overflade på indlandsisen er Polar Circle Marathon mere krævende end traditionelle by-maratonløb, og man skal ikke forvente at slå sin personlige maratonrekord på løbet.

## 2008
The Polar Circle Marathon blev afholdt den 18. oktober 2008 med 69 løbere i maraton og halvmaraton fra 14 forskellige lande. Vinderne blev:
Vinder, maraton, mænd: Eduardo Rodriguez Tenes, Spanien, 3:15:25
Vinder, maraton, kvinder: Britt Folkerman, Danmark, 4:08:15
Vinder, halvmaraton, mænd: Conor McLaughlin, Irland, 1:50:20
Vinder, halvmaraton, kvinder: Ragnhild Audestad, Norge, 2:22:21

## 2009
Den 24. oktober 2009 afholdes løbet med base i Kangerlussuaq (Søndre Strømfjord) i det vestlige Grønland – lige nord for polarcirklen.